# 土屋実沙希
土屋 実沙希（つちや みさき、1989年2月11日ｰ）は、静岡県湖西市出身のボートレーサー。
登録第4730号。111期生。静岡支部所属。夫は同じボートレーサーの渡邉裕貴。湖西市立鷲津中学校、静岡県立湖西高等学校卒業、中京女子大学短期大学部（現・至学館大学）中退。血液型A型。

## 来歴
- 2012年9月14日、選手登録。
- 2012年11月23日からボートレース浜名湖で開催された 一般戦「中京スポーツ もみじ杯」初日第2Rでデビュー[1]。(6着)
- 2013年2月2日からボートレース常滑で開催された 一般戦「常滑市長杯～男女W優勝シリーズ～」最終6日目（7日）第8Rで初勝利[2]。(デビュー31走目)
- 2014年4月5日からボートレース浜名湖で開催された一般戦「日本モーターボート選手会会長杯」でデビュー初優出[3]。
- 2014年10月4日、同じボートレーサーで同じ静岡支部の渡邉裕貴と入籍[4]。
- 2016年3月11日からボートレース浜名湖で開催された 一般戦「だいいちテレビファイティングカップ」最終日（14日）第9R[5]を以って産休に入る[6]。
- 2017年5月27日からボートレース浜名湖で開催された 一般戦「男女W優勝戦 中日スポーツ シルバーカップ」初日第6R[7] で産休より復帰[6]。
- 2019年8月7日からボートレース蒲郡で開催された G1「第33回レディースチャンピオン」でG1初出場。（デビュー6年10ヶ月）最終日（12日）第2RでG1初勝利を飾る[8]。
- 2019年8月22日からボートレース津で開催された G3「津オールレディース マクール杯」で初優勝[9]。（デビュー6年11ヶ月）
- 2020年3月8日からボートレース鳴門で開催された G2第4回レディースオールスターに於いて、恒例の"ミス38位"に輝いている[10]。
- 2020年8月5日からボートレース多摩川で開催された G1「第34回レディースチャンピオン」で2回目のG1出場。最終日（10日）第8RでG12勝目を飾る[11]。

## 人物
- 観戦したレースで男子レーサーに混じって勝利を納める女子レーサーを見たことがきっかけでボートレーサーを目指し始めた。
- 好きな食べ物は苺。
- 第4回レディースオールスターの選出順位は39位であったが、出場選手の繰り上がりがあったために「本当のミス38位」として恒例の衣装に身を包み、当初の選出順位38位の岩崎芳美は「繰り上がりミス38位」として恒例の衣装を着用した[12]。

## 戦績
- 出走回数：1514回
- 1着回数：267回
- 優出回数：17回
- 優勝回数：2回
- フライング(F)回数：10回
- 出遅れ(L)回数：0回
- 通算勝率：5.10
- 2連対率：33.4%
- 3連対率：48.6%
- 生涯獲得賞金：90,969,518円